# Вулиця Колісна (Львів)
Вулиця Колісна — вулиця в Сихівському районі Львова. Відходить від вулиці Сихівської.
Свою назву отримала 1962 року. Забудова — одноповерхова садибна.